# (35797) 1999 JY31
1999 JY31 (asteroide 35797) é um asteroide da cintura principal. Possui uma excentricidade de 0.15649270 e uma inclinação de 2.40562º.
Este asteroide foi descoberto no dia 10 de maio de 1999 por LINEAR em Socorro.